# DPD Romania
DPD România este o companie de curierat din România. În martie 2008, GeoPost (divizia Poștei Franceze) și Yurtiçi Kargo au achiziționat pachetul majoritar al companiei (80%), printr-o tranzacție estimată de surse din piață la șase-nouă milioane euro. Ca efect, denumirea sub care activează compania a fost schimbată în „DPD (Pegasus)”, denumire utilizată de GeoPost la nivel mondial.
Compania este prezentă și pe piața din Bulgaria de la 1 iulie 2007. În anul 2008, Pegasus se afla în primii zece operatori de curierat din România, avea aproximativ 300 de angajați și 250 de colaboratori, cu o flotă de 310 mașini, fiind prezentă în 74 de localități din România.
În anul 2013 compania livra zilnic circa 15.000 de colete.
In Romania, este considerata ca o companie slaba de curierat , dat fiind faptul si recenzile foarte proaste din mediul online. 
Cifra de afaceri:
- 2022 : 68,8 milioane de euro
- 2019 : 36 milioane de euro
- 2015 : 24,5 milioane de euro
- 2014 : 15 miloane de euro

- 2013 : 13,5 miloane de euro
- 2012 : 9 miloane de euro

- 2011: 8,5 milioane euro[6]
- 2009: 5,7 milioane euro[3]
- 2007: 5 milioane euro[5]